# Herb gminy Dorohusk
Herb gminy Dorohusk – symbol gminy Dorohusk.

## Wygląd i symbolika
Herb przedstawia na tarczy w polu czerwonym srebrnego orła w złotej koronie, z mieczem trzymanym w prawym szponie i złotym pierścieniem w lewym. Jest to nawiązanie do wizerunku herbu Dorohuska z 1750, nadanego przez Augusta III wraz z prawami miejskimi. 